# Fox Life (Italia)
Fox Life è stato un canale televisivo tematico italiano d'intrattenimento agli inizi pensato principalmente per il pubblico femminile e giovane, che portava sullo schermo racconti di vite, storie e gente comune.
Lo speaker ufficiale del canale era la doppiatrice Chiara Colizzi.

## Storia
Il canale era visibile a pagamento all'interno della piattaforma satellitare Sky. Nel palinsesto trovavano spazio serie tv, reality show, magazine di lifestyle, documentari di taglio biografico e produzioni italiane. Faceva parte del pacchetto Sky TV ed era sintonizzato sul canale 114 dello Sky Box. Fox Life era disponibile anche nella versione +1 (canale 115 di Sky). Tante sono le serie televisive trasmesse da Fox Life: dalla serie di culto Desperate Housewives alla pluripremiata sitcom Will & Grace, da classici come E.R. - Medici in prima linea e Ally McBeal a serie più recenti come Grey's Anatomy e Ghost Whisperer.
Fox Life era noto inoltre per la produzione di format acquistati all'estero e rielaborati per una versione italiana, come Cambio moglie, dove due nuclei familiari si scambiano mogli e abitudini di vita, La sottile linea rosa, lezioni di stile di cinque uomini gay, Reparto maternità, docu-soap ambientata nel reparto Maternità di molti ospedali italiani, H24-Storie di ordinaria emergenza, ambientato nel pronto soccorso dell'Ospedale San Giovanni di Roma e SOS Tata, in cui una tata dispensa consigli a genitori con figli "turbolenti". Alcuni di questi programmi sono stati acquistati da LA7, che li trasmette in chiaro.
Dall'estero arrivarono invece produzioni come Extreme Makeover, Temptation Island, The Simple Life (interpretato da Paris Hilton) e la competizione di danza So You Think You Can Dance?, oltre che le versioni originali di Cambio moglie e SOS Tata. Dal 30 maggio 2011 il canale insieme ai suoi timeshift era trasmesso in formato panoramico 16:9.
Il 16 novembre 2011, Fox Life, sostituisce il proprio logo, in uno stile uniformemente di colore rosa, il logo su schermo, le grafiche, i bumper pubblicitari e i jingle. Dal 29 dicembre 2012 il canale era disponibile, insieme a DeA Kids, su Sky Go.
Il 15 maggio 2013 subisce un nuovo rebranding al logo in concomitanza con la nuova rotta del canale più factual con produzioni originali interne.
Il 7 novembre 2017 subisce un nuovo rebranding al logo ed al palinsesto.
Il 1º luglio 2020 ha chiuso i battenti.
I contenuti dei programmi in onda su questo canale sono disponibili all'interno della piattaforma streaming Disney+.

## Altre versioni

### Fox Life +1
Il canale aveva anche il servizio di timeshift, Fox Life +1, che trasmetteva la programmazione di Fox Life posticipata di un'ora ed era sintonizzato sul canale 115 dello Sky Box. In precedenza era visibile sul canale 113. Il 16 ottobre 2013 si è trasferito al canale 114. Il 29 marzo 2014 si è trasferito al canale 115. Il 1º luglio 2020, assieme alla versione principale, termina le trasmissioni.

### Fox Life +2
Il canale aveva anche il servizio di timeshift, Fox Life +2, che trasmetteva la programmazione di Fox Life due ore dopo, dall'8 novembre 2010. Fox Life +2 era sintonizzato sul canale 142 dello Sky Box. Il 16 ottobre 2013 è trasferito al canale 142, precedentemente era visibile sul canale 116. Il 26 ottobre 2014 il canale ha chiuso definitivamente.
Il 1º novembre 2014 viene sostituito dal nuovo canale Fox Comedy. Quest'ultimo, infine, ha chiuso il 1º ottobre 2019.

### Fox Life HD
Il canale incominciò a trasmettere in alta definizione a partire dal 1º febbraio 2012 con la denominazione di Fox Life HD. Ha chiuso il 1º luglio 2020 insieme a Fox Life.

## Palinsesto

### Serie TV
- 9-1-1 (st. 1-3)
- Army Wives - Conflitti del cuore
- Body of Proof
- Betty en NY
- Brothers & Sisters - Segreti di famiglia
- Castle - Detective tra le righe (st. 1-6)
- Cold Case
- Combat Hospital
- Conviction
- Cougar Town (st. 1-4)
- CSI - Scena del crimine (st. 4-5)
- Defying Gravity - Le galassie del cuore
- Desperate Housewives
- Devious Maids - Panni sporchi a Beverly Hills (st. 1)
- Diario di una squillo perbene
- Drop Dead Diva (st. 5-6)
- Empire (st. 2-6)
- E.R. - Medici in prima linea
- Five Stars (trasmissione interrotta e puntate non completate)
- Ghost Whisperer
- Grand Hotel
- Grey's Anatomy (st. 1-16)
- Hot in Cleveland (st. 1-3, trasmissione interrotta)
- Incinta per caso
- Kitchen Confidential - Cuochi a New York
- Life Unexpected
- Lipstick Jungle
- Made in Jersey
- Medium
- Mistresses - Amanti (st. 1, 4)
- Missing
- Modern Family (st. 1)
- Nina (st. 1-4)
- Notorious
- Off the Map
- Outlander (st. 1-5)
- Pan Am
- Private Practice
- Revenge
- Rizzoli & Isles
- Samantha chi?
- Satisfaction
- Scandal
- Scott & Bailey (st. 1-2)
- Station 19 (st. 1-3)
- Sweet Revenge
- Teddy
- Terapia d'urto
- The Big C
- The Resident (st. 1-3)
- The Royals (st. 1)
- The Carrie Diaries (st. 2)
- The Catch
- The Client List
- This Is Us (st. 1-4)
- Ugly Betty (st. 2-4)
- Will and Grace (st. 6-8)
- Younger (st. 1-4)

### Reality
- 4 mamme
- A letto con il nemico
- Cambio Moglie USA
- Cambio cane
- Cambio moglie
- Ci pensa Mainardi
- Cucine da incubo
- Dance Dance Dance
- Extreme Makeover: Diet Edition
- In cucina con Giallozafferano
- Il contadino cerca moglie
- La più bella della classe
- Lucky Ladies
- Quattro matrimoni in Italia
- Reparto maternità
- SOS Tata USA
- SOS Tata
- Sex Education Show
- Tesoro, salviamo i ragazzi
- Tra due fuochi
- Trapianti - Destini incrociati
- Project Runway USA
- Project Runway Italia

### Docu-reality
- Idee In Progress - 90 giorni con Lapo
- Primo figlio
- Pham Viet Dung

## Loghi

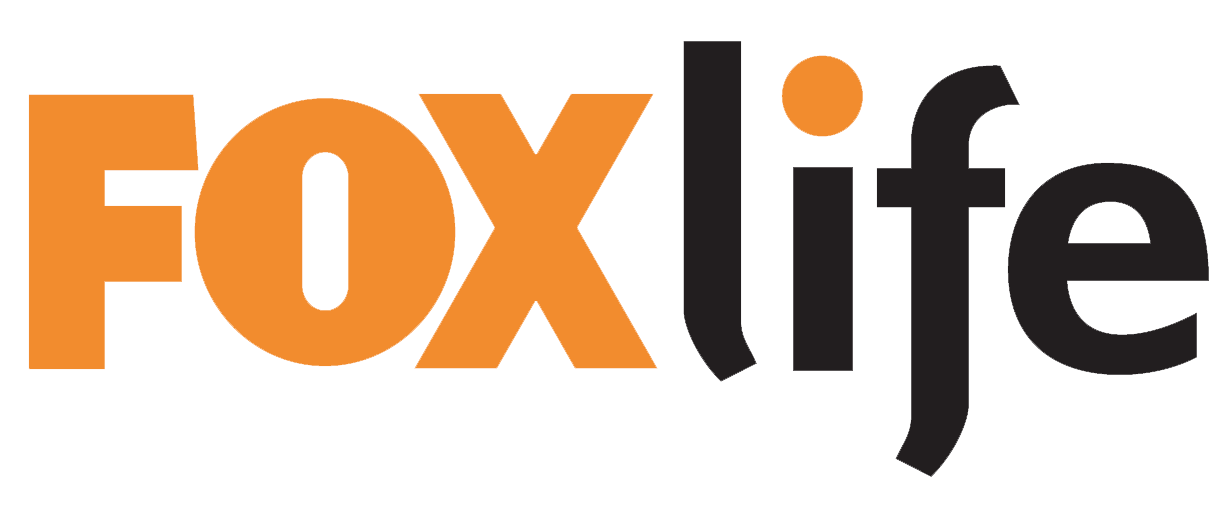
13 maggio 2004 - 16 novembre 2011
16 novembre 2011 - 15 maggio 2013
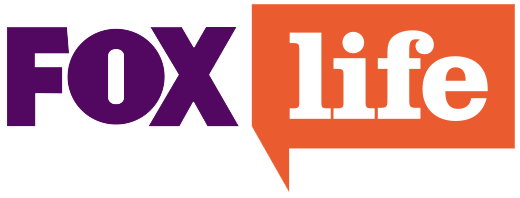
15 maggio 2013 - 7 novembre 2017
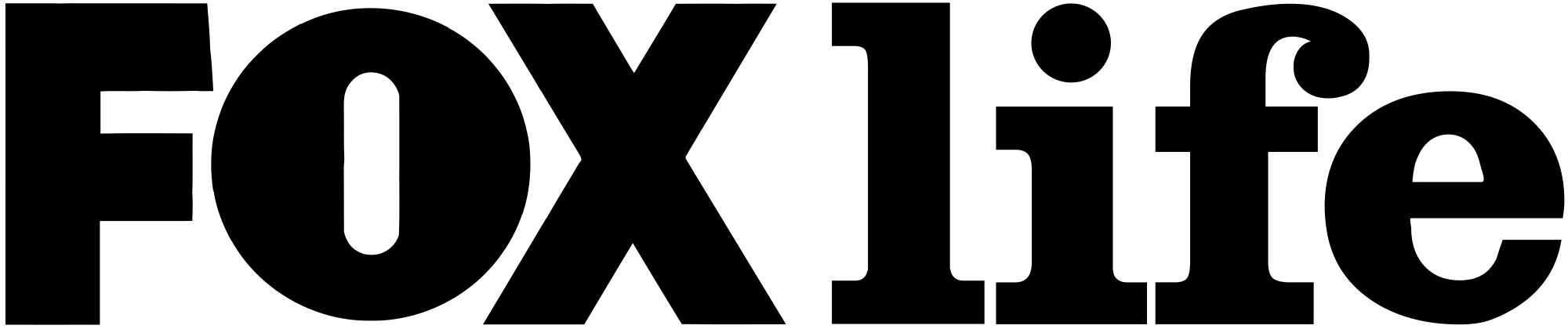
7 novembre 2017 - 1º luglio 2020